# Chenal du Four
Chenal du Four je vodní cesta u bretaňského pobřeží v departementu Finistère v severozápadní Francii, v oblasti Porspoder, mezi Pointe Saint-Mathieu a ostrovem Béniguet, kterou označuje šest majáků včetně majáku Saint-Mathieu a majáku Kermorvan. Průliv si při odlivu udržuje hloubku nejméně 7,6 m a je obvyklou cestou pro jachty plující mezi Lamanšským průlivem a západním pobřežím Francie a umožňuje přístup do moře Irois. Severní a jižní hranici kanálu tvoří maják Four a věž Vieux Moines poblíž Pointe Saint-Mathieu.